# Томаш Вернер
То́маш Ве́рнер (чеськ. Tomáš Verner, [ˈtomaːʃ ˈvɛrnɛr]ⓘ; нар. 3 червня 1986, Пісек, Чехія) — чеський фігурист, що виступає у чоловічому одиночному фігурному катанні. Чемпіон Європи з фігурного катання 2008 року, десятиразовий чемпіон першості з фігурного катання Чехії. Станом на початок 2009 року, до світової першості, є фігуристом-одиночником №1 у рейтингу Міжнародного союзу ковзанярів.

## Кар'єра

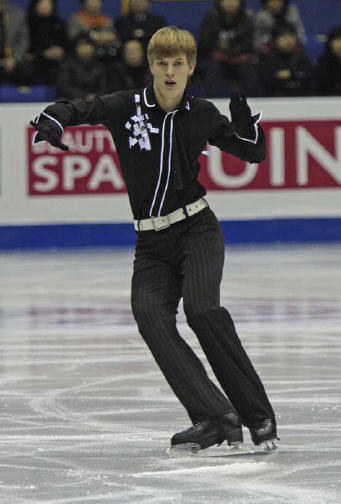
Томаш Вернер на фіналі серії Гран-Прі 2009 року

Томаш Вернер почав кататися на ковзанах у 5-річному віці в своєму рідному місті. Коли Томашу виповнилось 12 років, він переїхав до Праги для подальшого навчання. 
Уперше Томаш виграв Чемпіонат Чехії з фігурного катання в 2002 році, і в цьому ж році представляв Чехію на Чемпіонаті Європи, де посів 14-е місце, і на Чемпіонаті світу, де навіть не кваліфікувався у довільну програму.
Впродовж наступних 4 років Вернер не здіймався вище 10-ї позиції на Чемпіонатах Європи і 13-ї — на світових першостях. 
У 2007 році стався «прорив» Вернера на міжнародних змаганнях — він якісно поліпшив свої результати. На Чемпіонаті Європи з фігурного катання 2007 року у Варшаві він став 2-м (!) після Брайана Жубера, в результаті чого став першим чеським медалістом на цьому турнірі від 1992 року. На Чемпіонаті світу того же року, в Японії, Вернер фінішував четвертим.
У 2008 році фігурист виграв європейську першість, а на світовій, будучи 4-м після виконання короткої програми, зірвав довільну, і опустився аж на 15-у сходинку. 
В сезоні 2008/2009, Томаш уперше в своїй кар'єрі відібрався для участі в Фіналі Гран-прі з фігурного катання, де зрештою посів 4-е місце. Захистити титул чемпіона Європи фігуристу не вдалося, адже він був на європейській першості з фігурного катання 2009 року лише 6-м, зате на Чемпіонаті світу з фігурного катання 2009 року в Лос-Анджелесі спортсмену вдалось повторити свій найкращий дотепер результат на світових першостях з фігурного катання, показаний у 2007 році, — посісти високе 4-е місце.
Томаш розбиває свій графік тренувань між Прагою, де навчається в університеті, і німецьким Оберстдорфом, де працює його тодішній тренер Міхаель Хут.
Сезон 2009/2010 почався для Вернера в принципі успішно — на етапі Гран-Прі «Trophee Eric Bompard»—2009 він став другим, а на «Skate America»—2009 5-м, що дозволило йому вийти до Фіналу розіграшу серії Гран-Прі сезону, в якому фігурист, щоправда, фінішував на останньому (6-му) місці. Але від кінця 2009 року спортсмена переслідували невдачі — спочатку він програв національну першість молодому колезі по Збірній Бржезині, потому вкрай провальні прокати і короткої, і довільної програми зумовили в січні 2010 року невисоке 10-е місце Томаша на Чемпіонаті Європи з фігурного катання, а потім у лютому — в складі олімпійської збірної Чехії у змаганнях одиночників на XXI Зимовій Олімпіаді (Ванкувер, Канада) лише 19-ту позицію, тому на ЧС-2010 поїхав не він, а Бржезина.
Ще до початку сезону 2010/2011 років Вернер круто змінив колектив, який з ним працює, — покинувши Міхаеля Хута переїхав до Торонто (Канада), де почав співпрацю з маловідомим фахівцем з тренувань Робертом Емерсоном (Robert Emerson). Відтак, під наставництвом нового тренера доволі вдало виступив на етапах серії Гран-Прі — став третім на Кубку Китаю і виграв московський етап (за відсутності значних конкурентів), таким чином відібравшись до Фіналу серії Гран-Прі, де посів 5-те місце. Томаш Вернер виграв Національну першість Чехії з фігурного катання, і на ЧЄ-2011 (Берн, кінець січня 2011 року),де обидва прокати фігуриста (коротка програма — 5-те місце, довільна — 2-е місце) були не бездоганними, але складними технічно і з цікавою хореографією, відтак виборов бронзу (вперше) європейської першості з фігурного катання.

## Спортивні досягнення

### після 2008 року
| Сезони / Змагання                      | 2008/2009 | 2009/2010 | 2010/2011 | 2011/2012 | 2012/2013 | 2013/2014 |
| -------------------------------------- | --------- | --------- | --------- | --------- | --------- | --------- |
| Зимові Олімпійські ігри                |           | 19        |           |           |           | 11        |
| Чемпіонати світу з фігурного катання   | 4         |           | 12        | 16        | 21        | 10        |
| Чемпіонати Європи з фігурного катання  | 6         | 10        | 3         | 5         | 11        | 7         |
| Чемпіонати Чехії з фігурного катання   |           | 2         | 1         | 1         | 1         | 1         |
| Фінали Гран-прі                        | 4         | 6         | 5         |           |           |           |
| Етапи Гран-Прі:NHK Trophy              |           |           |           | 5         |           |           |
| Етапи Гран-прі: «Trophee Eric Bompard» |           | 2         |           |           | 8         |           |
| Етапи Гран-прі: «Skate America»        |           | 5         |           |           | 8         |           |
| Етапи Гран-прі: «Cup of Russia»        | 2         |           | 1         |           |           |           |
| Етапи Гран-Прі: «Cup of China»         | 3         |           | 3         |           |           |           |
| Nebelhorn Trophy                       | 4         |           |           |           | 6         |           |
| Меморіал Карла Шефера                  | 3         |           |           |           |           |           |
| Меморіал Ондрея Непала                 |           |           |           |           | 3         | 1         |

### до 2008 року

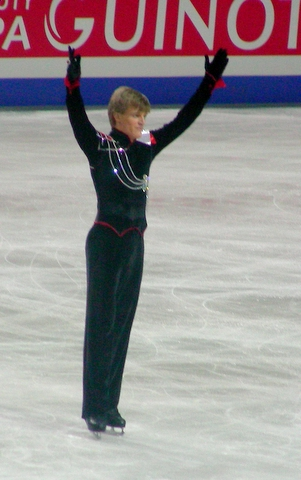
Томаш Вернер після виконання довільної програми на ЧЄ-2007

| Змагання / Сезони                                  | 2000/2001 | 2001/2002 | 2002/2003 | 2003/2004 | 2004/2005 | 2005/2006 | 2006/2007 | 2007/2008 |
| -------------------------------------------------- | --------- | --------- | --------- | --------- | --------- | --------- | --------- | --------- |
| Зимові Олімпійські ігри                            |           |           |           |           |           | 18        |           |           |
| Чемпіонати світу з фігурного катання               |           | 26        | 22        | 19        | 16        | 13        | 4         | 15        |
| Чемпіонати Європи з фігурного катання              |           | 14        | WD        | 10        |           | 10        | 2         | 1         |
| Чемпіонати світу з фігурного катання серед юніорів | 17        |           |           | 14        |           |           |           |           |
| Чемпіонати Чехії з фігурного катання               | 2         | 1         | 1         | 1         |           | 1         | 1         | 1         |
| Етапи Гран-Прі:NHK Trophy                          |           |           |           |           |           |           |           | 2         |
| Етапи Гран-Прі:Trophee Eric Bompard                |           |           |           |           |           |           |           | 6         |
| Етапи Гран-Прі:Skate Canada                        |           |           |           |           |           |           | 5         |           |
| Етапи Гран-прі:Cup of Russia                       |           |           |           |           |           |           | 4         |           |
| Nebelhorn Trophy                                   |           |           |           |           |           | 3         | 1         | 3         |
| Finlandia Trophy                                   |           |           |           | 6         |           |           |           | 1         |
| Меморіал Карла Шефера                              |           |           | 11        |           |           | 1         | 2         |           |
| Меморіал Ондрея Непала                             |           |           |           |           |           | 3         |           |           |

- WD = знявся зі змагань